# Seznam moštev Svetovnega prvenstva v nogometu 1950
Stran zajema nogometna moštva, ki so nastopila na Svetovnem prvenstvu v nogometu leta 1950.

## Skupina A

### Brazilija
Selektor: Flavio Rodrigues da Costa
| Št. | Položaj | Igralec                                 | Datum rojstva (starost) | Nastopi | Klub          |
| --- | ------- | --------------------------------------- | ----------------------- | ------- | ------------- |
| -   | FW      | Adãozinho                               |                         |         | Internacional |
| -   | FW      | Ademir                                  |                         |         | Vasco da Gama |
| -   | FW      | Alfredo                                 |                         |         | Vasco da Gama |
| -   | DF      | Augusto da Costa                        |                         |         | Vasco da Gama |
| -   | FW      | Baltazar                                |                         |         | Corinthians   |
| -   | GK      | Barbosa                                 |                         |         | Vasco da Gama |
| -   | MF      | Jose Carlos Bauer                       |                         |         | São Paulo FC  |
| -   | MF      | Bigode Joao Ferreira                    |                         |         | Flamengo      |
| -   | GK      | Castilho                                |                         |         | Fluminense    |
| -   | FW      | Chico                                   |                         |         | Vasco da Gama |
| -   | MF      | Danilo Alvim Faria                      |                         |         | Vasco da Gama |
| -   | DF      | Ely do Amparo                           |                         |         | Vasco da Gama |
| -   | FW      | Friaça                                  |                         |         | São Paulo FC  |
| -   | FW      | Jair                                    |                         |         | Palmeiras     |
| -   | DF      | Juvenal Amarijo                         |                         |         | Flamengo      |
| -   | FW      | Maneca                                  |                         |         | Vasco da Gama |
| -   | DF      | Nena Olavo Rodrigues Barbosa            |                         |         | Internacional |
| -   | DF      | Nilton Santos                           |                         |         | Botafogo      |
| -   | MF      | Alfredo Eduardo Barreto Freitas Noronha |                         |         | São Paulo FC  |
| -   | FW      | Francisco Rodrigues                     |                         |         | Fluminense    |
| -   | MF      | Rui Campos                              |                         |         | São Paulo FC  |
| -   | FW      | Zizinho                                 |                         |         | Bangu AC      |

### Švica
Selektor: Franco Andreoli

### SFRJ
Selektor: Milorad Arsenijević
| Št. | Položaj | Igralec                | Datum rojstva (starost) | Nastopi | Klub             |
| --- | ------- | ---------------------- | ----------------------- | ------- | ---------------- |
| -   | FW      | Aleksandar Atanacković |                         |         | Partizan Beograd |
| -   | GK      | Vladimir Beara         |                         |         | Hajduk Split     |
| -   | FW      | Stjepan Bobek          |                         |         | Partizan Beograd |
| -   | DF      | Bozo Broketa           |                         |         | Hajduk Split     |
| -   | DF      | Zlatko Čajkovski       |                         |         | Partizan Beograd |
| -   | FW      | Željko Čajkovski (II)  |                         |         | Dinamo Zagreb    |
| -   | DF      | Ratko Colic            |                         |         | Partizan Beograd |
| -   | MF      | Predrag Đajić          |                         |         | Crvena Zvezda    |
| -   | FW      | Vladimir Firm          |                         |         | Partizan Beograd |
| -   | DF      | Ivan Horvat            |                         |         | Dinamo Zagreb    |
| -   | MF      | Miodrag Jovanović      |                         |         | Partizan Beograd |
| -   | MF      | Ervin Katnic           |                         |         | Hajduk Split     |
| -   | FW      | Prvoslav Mihajlović    |                         |         | Partizan Beograd |
| -   | FW      | Rajko Mitić            |                         |         | Crvena Zvezda    |
| -   | GK      | Srdjan Mrkusic         |                         |         | Crvena Zvezda    |
| -   | FW      | Tihomir Ognjanov       |                         |         | Crvena Zvezda    |
| -   | MF      | Bela Palfi             |                         |         | Crvena Zvezda    |
| -   | MF      | Ivo Radovniković       |                         |         | Hajduk Split     |
| -   | DF      | Branislav Stanković    |                         |         | Crvena Zvezda    |
| -   | FW      | Kosta Tomasevic        |                         |         | Crvena Zvezda    |
| -   | FW      | Bernard Vukas          |                         |         | Hajduk Split     |
| -   | MF      | Sinisa Zlatkovic       |                         |         | Crvena Zvezda    |

### Mehika
Selektor: Octavio Vial
| Št. | Položaj | Igralec                          | Datum rojstva (starost) | Nastopi | Klub                  |
| --- | ------- | -------------------------------- | ----------------------- | ------- | --------------------- |
| -   | FW      | Jose Luis Borbolla               |                         |         | Real Madrid           |
| -   | GK      | Antonio Carbajal                 |                         |         | FC Leon               |
| -   | FW      | Horacio Casarín                  |                         |         | España FC             |
| -   | DF      | Raul Cordoba                     |                         |         | San Sebastian Leon    |
| -   | MF      | Samuel Cuburu                    |                         |         | FC Puebla             |
| -   | MF      | Antonio Flores                   |                         |         | CF Atlas              |
| -   | DF      | Gregorio Alvarez Gomez           |                         |         | Deportivo Guadalajara |
| -   | MF      | Carlos Guevara                   |                         |         | Asturias              |
| -   | DF      | Manuel Gutierrez                 |                         |         | Club América          |
| -   | MF      | Francisco Hernandez              |                         |         | CD Zacatapec          |
| -   | DF      | Alfonso Montemajor               |                         |         | FC Leon               |
| -   | FW      | Jose Naranjo                     |                         |         | Oro Guadalajara       |
| -   | FW      | Jose Leonardo Navarro            |                         |         | FC Atlante            |
| -   | MF      | Mario Ochoa                      |                         |         | Club América          |
| -   | MF      | Hector Ortiz                     |                         |         | Marte                 |
| -   | MF      | Mario Placencia Perez            |                         |         | Marte                 |
| -   | FW      | Max Prieto Sanchez               |                         |         | Deportivo Guadalajara |
| -   | DF      | Jose Antonio Roca                |                         |         | Necaxa                |
| -   | DF      | Rodrigo Ruiz                     |                         |         | Deportivo Guadalajara |
| -   | FW      | Carlos Septin                    |                         |         | España FC             |
| -   | FW      | Jose Guadelupe Velasquez Alarcon |                         |         | FC Puebla             |
| -   | DF      | Felipe Zetter                    |                         |         | CF Atlas              |

## Skupina B

### Španija
Selektor: Guillermo Eizaguirre
| Št. | Položaj | Igralec                          | Datum rojstva (starost) | Nastopi | Klub                   |
| --- | ------- | -------------------------------- | ----------------------- | ------- | ---------------------- |
| -   | GK      | Juan Acuna Naya                  |                         |         | Deportivo de La Coruña |
| -   | DF      | Gabriel Alonso Ariestaguirre     |                         |         | Celta de Vigo          |
| -   | DF      | Francisco Antunez                |                         |         | Sevilla FC             |
| -   | DF      | Vicente Asensi Albentosa         |                         |         | Valencia CF            |
| -   | FW      | Estanislao Basora Brunet         |                         |         | FC Barcelona           |
| -   | FW      | Cesar Rodriguez Alvarez          |                         |         | FC Barcelona           |
| -   | FW      | Agustín Gaínza                   |                         |         | Athletic Bilbao        |
| -   | DF      | Jose Gonzalvo II Falcon          |                         |         | FC Barcelona           |
| -   | MF      | Mariano Gonzalvo III Falcon      |                         |         | FC Barcelona           |
| -   | FW      | Rosendo Hernandez Gonzalez       |                         |         | RCD Espanyol           |
| -   | FW      | Silvestre Igoa Garciandia        |                         |         | Valencia CF            |
| -   | GK      | Ignacio Inaki Eizaguirre Arregui |                         |         | Valencia CF            |
| -   | FW      | Jose Juncosa Ballmunt            |                         |         | Atlético de Madrid     |
| -   | DF      | Francisco Lesmes I Bobed         |                         |         | Valladolid             |
| -   | FW      | Luis Molowny Arbelo              |                         |         | Real Madrid            |
| -   | MF      | Fernando Gonzalez Valenciaga     |                         |         | Athletic Bilbao        |
| -   | FW      | José Luis Lopez Panizo           |                         |         | Athletic Bilbao        |
| -   | DF      | Jose Parra Martinez              |                         |         | RCD Espanyol           |
| -   | MF      | Antonio Puchades Casanova        |                         |         | Valencia CF            |
| -   | GK      | Antoni Ramallets Simón           |                         |         | FC Barcelona           |
| -   | DF      | Alfonso Silva Placeres           |                         |         | Atlético de Madrid     |
| -   | FW      | Zarra                            |                         |         | Athletic Bilbao        |

### Anglija
Selektor: Walter Winterbottom
| Št. | Položaj | Igralec                 | Datum rojstva (starost) | Nastopi | Klub                         |
| --- | ------- | ----------------------- | ----------------------- | ------- | ---------------------------- |
| *   | DF      | John Aston Sr.          |                         |         | Manchester United            |
| -   | MF      | Edward Francis Baily    |                         |         | Tottenham Hotspur            |
| -   | FW      | Roy Bentley             |                         |         | Chelsea                      |
| -   | MF      | Henry Cockburn          |                         |         | Manchester United            |
| -   | MF      | Jimmy Dickinson         |                         |         | Portsmouth                   |
| -   | GK      | Edwin George Ditchburn  |                         |         | Tottenham Hotspur            |
| -   | DF      | William Eckersley       |                         |         | Blackburn Rovers             |
| -   | FW      | Tom Finney              |                         |         | Preston North End            |
| -   | MF      | Lawrence Hughes         |                         |         | Liverpool                    |
| -   | FW      | Wilf Mannion            |                         |         | Middlesbrough                |
| -   | FW      | Stanley Matthews        |                         |         | Blackpool                    |
| -   | FW      | Jackie Milburn          |                         |         | Newcastle United             |
| -   | FW      | Stan Mortensen          |                         |         | Blackpool                    |
| -   | FW      | Jimmy Mullen            |                         |         | Wolverhampton Wanderers      |
| *   | MF      | Bill Nicholson          |                         |         | Tottenham Hotspur            |
| -   | DF      | Alf Ramsey              |                         |         | Tottenham Hotspur            |
| -   | DF      | Lawrence Scott          |                         |         | Arsenal                      |
| -   | DF      | James Guy Taylor        |                         |         | Fulham                       |
| -   | MF      | William Watson          |                         |         | Sunderland                   |
| -   | GK      | Bert Frederick Williams |                         |         | Wolverhampton Wanderers F.C. |
| -   | DF      | Billy Wright            |                         |         | Wolverhampton Wanderers      |

### Čile
Selektor: Arturo Buccicardi
| Št. | Položaj | Igralec                 | Datum rojstva (starost) | Nastopi | Klub                                |
| --- | ------- | ----------------------- | ----------------------- | ------- | ----------------------------------- |
| -   | DF      | Manuel Alvarez          |                         |         | Club Deportivo Universidad Católica |
| -   | MF      | Miguel Busquet          |                         |         | CF Universidad de Chile             |
| -   | MF      | Fernando Campos         |                         |         | Colo-Colo                           |
| -   | MF      | Hernan Castro Carvalho  |                         |         | Club Deportivo Universidad Católica |
| -   | FW      | Atilio Cremaschi        |                         |         | Unión Española                      |
| -   | FW      | Guillermo Diaz Zambrano |                         |         | Club de Deportes Santiago Wanderers |
| -   | DF      | Arturo Farias           |                         |         | Colo-Colo                           |
| -   | DF      | Miguel Flores           |                         |         | CF Universidad de Chile             |
| -   | FW      | Carlos Ibanez           |                         |         | Magallanes                          |
| -   | FW      | Raymundo Infante        |                         |         | Club Deportivo Universidad Católica |
| -   | GK      | Sergio Livingstone      |                         |         | Club Deportivo Universidad Católica |
| -   | DF      | Manuel Machuca Berrios  |                         |         | Colo-Colo                           |
| -   | FW      | Luis Lindorfo Mayanes   |                         |         | CF Universidad de Chile             |
| -   | FW      | Manuel Munoz            |                         |         | Colo-Colo                           |
| -   | FW      | Andres Prieto           |                         |         | Club Deportivo Universidad Católica |
| -   | GK      | Rene Quitral            |                         |         | Club de Deportes Santiago Wanderers |
| -   | FW      | Fernando Riera          |                         |         | Club Deportivo Universidad Católica |
| -   | FW      | George Robledo          |                         |         | Newcastle United F.C.               |
| -   | MF      | Carlos Rodolf Rojas     |                         |         | Unión Española                      |
| -   | DF      | Fernando Roldan         |                         |         | Club Deportivo Universidad Católica |
| -   | MF      | Osvaldo Saez            |                         |         | Colo-Colo                           |
| -   | GK      | Francisco Urroz         |                         |         | Colo-Colo                           |

### ZDA
Selektor: William Jeffery
| Št. | Položaj | Igralec             | Datum rojstva (starost) | Nastopi | Klub                          |
| --- | ------- | ------------------- | ----------------------- | ------- | ----------------------------- |
| -   | DF      | Robert Annis        |                         |         | St. Louis Simpkins-Ford       |
| -   | MF      | Walter Bahr         |                         |         | Philadelphia Nationals        |
| -   | GK      | Frank Borghi        |                         |         | St. Louis Simpkins-Ford       |
| -   | MF      | Charles Colombo     |                         |         | St. Louis Simpkins-Ford       |
| -   | DF      | Geoff Coombes       |                         |         | Chicago Vikings               |
| -   | FW      | Robert Craddock     |                         |         | Pittsburgh Harmarville S.C.   |
| *   |         | Helmut Demucke      |                         |         | St. Louis Simpkins-Ford       |
| -   | FW      | Nicholas Di Orio    |                         |         | Pittsburgh Harmarville S.C.   |
| -   | FW      | Joe Gaetjens        |                         |         | New York Brookhattan          |
| -   | GK      | Gino Gardassanich   |                         |         | Chicago Slovaks               |
| -   | DF      | Harry Keough        |                         |         | St. Louis McMahon             |
| -   | DF      | Joseph Maca         |                         |         | Brooklyn Hispano              |
| -   | DF      | Ed McIlvenny        |                         |         | Philadelphia Nationals        |
| *   | FW      | Benjamin McLaughlin |                         |         | Philadelphia Nationals        |
| *   | FW      | Frank Moniz         |                         |         | Fall River Ponta Delgada S.C. |
| -   | FW      | Gino Pariani        |                         |         | St. Louis Simpkins-Ford       |
| -   | FW      | Edward Souza        |                         |         | Fall River Ponta Delgada S.C. |
| -   | FW      | John Souza          |                         |         | Fall River Ponta Delgada S.C. |
| *   | FW      | Antonello Valentini |                         |         | Fall River Ponta Delgada S.C. |
| -   | DF      | Frank Wallace       |                         |         | St. Louis Simpkins-Ford       |
| -   | MF      | Adam Wolanin        |                         |         | Chicago Eagles                |

## Skupina C

### Švedska
Selektor: George Raynor
| Št. | Položaj | Igralec            | Datum rojstva (starost) | Nastopi | Klub                     |
| --- | ------- | ------------------ | ----------------------- | ------- | ------------------------ |
| -   | MF      | Olle Ahlund        |                         |         | Degerfors IF             |
| -   | DF      | Sune Andersson     |                         |         | AIK Stockholm            |
| -   | FW      | Bengt Berndtsson   |                         |         | IFK Göteborg             |
| -   | DF      | Ivan Bodin         |                         |         | AIK Stockholm            |
| -   | MF      | Ingvar Gard        |                         |         | Malmö FF                 |
| -   | FW      | Hans Jeppsson      |                         |         | IF Djurgardens Stockholm |
| *   | FW      | Sven Jonasson      |                         |         | IF Elfsborg              |
| -   | MF      | Gunnar Johansson   |                         |         | GAIS                     |
| -   | FW      | Egon Jonsson       |                         |         | Malmö FF                 |
| -   | GK      | Torsten Lindberg   |                         |         | IFK Norrkoping           |
| -   | FW      | Bror Mellberg      |                         |         | AIK Stockholm            |
| -   | DF      | Erik Nilsson       |                         |         | Malmö FF                 |
| -   | FW      | Stellan Nilsson    |                         |         | Malmö FF                 |
| -   | MF      | Gunnar Nordahl     |                         |         | AC Milan                 |
| -   | FW      | Karl-Erik Palmer   |                         |         | Malmö FF                 |
| -   | FW      | Ingvar Rydell      |                         |         | Malmö FF                 |
| -   | DF      | Lennart Samuelsson |                         |         | IF Elfsborg Boras        |
| -   | FW      | Lennart Skoglund   |                         |         | AIK Stockholm            |
| -   | FW      | Stig Sundqvist     |                         |         | IFK Norrkoping           |
| *   |         | Curt Svensson      |                         |         | IS Halmia                |
| -   | GK      | Karl Svensson      |                         |         | Helsingborgs IF          |
| -   | GK      | Tore Svensson      |                         |         | Malmö FF                 |
| -   | FW      | Borje Tapper       |                         |         | Malmö FF                 |
| *   |         | Arne Månsson       |                         |         | Malmö FF                 |

### Italija
Selektor: Feruccio Novo
| Št. | Položaj | Igralec              | Datum rojstva (starost) | Nastopi | Klub                       |
| --- | ------- | -------------------- | ----------------------- | ------- | -------------------------- |
| -   | FW      | Amadeo Amadei        |                         |         | Internazionale Milano F.C. |
| -   | DF      | Carlo Annovazzi      |                         |         | A.C. Milan                 |
| -   | DF      | Ivano Blason         |                         |         | U.S. Triestina Calcio      |
| -   | FW      | Giampiero Boniperti  |                         |         | Juventus F.C.              |
| -   | FW      | Aldo Campatelli      |                         |         | Internazionale Milano F.C. |
| -   | FW      | Gino Cappello        |                         |         | Bologna F.C. 1909          |
| -   | FW      | Emilio Caprile       |                         |         | Atalanta B.C.              |
| -   | FW      | Riccardo Carapellese |                         |         | Torino F.C.                |
| -   | GK      | Giuseppe Casari      |                         |         | Atalanta B.C.              |
| -   | DF      | Osvaldo Fattori      |                         |         | Internazionale Milano F.C. |
| -   | MF      | Omero Tognon         |                         |         | A.C. Milan                 |
| -   | DF      | Zeffiro Furiassi     |                         |         | S.S. Lazio                 |
| -   | DF      | Attilio Giovannini   |                         |         | Internazionale Milano F.C. |
| -   | FW      | Benito Lorenzi       |                         |         | Internazionale Milano F.C. |
| -   | MF      | Augusto Magli        |                         |         | ACF Fiorentina             |
| -   | MF      | Giacomo Mari         |                         |         | Juventus F.C.              |
| -   | GK      | Giuseppe Moro        |                         |         | Torino F.C.                |
| -   | FW      | Hermes Muccinelli    |                         |         | Juventus F.C.              |
| -   | FW      | Egisto Pandolfini    |                         |         | AC Fiorentina              |
| -   | MF      | Carlo Parola         |                         |         | Juventus F.C.              |
| -   | MF      | Leandro Remondini    |                         |         | S.S. Lazio                 |
| -   | GK      | Lucidio Sentimenti   |                         |         | S.S. Lazio                 |

### Paragvaj
Selektor: Manuel Solis
| Št. | Položaj | Igralec                    | Datum rojstva (starost) | Nastopi | Klub                   |
| --- | ------- | -------------------------- | ----------------------- | ------- | ---------------------- |
| -   | FW      | Enrique Avalos             |                         |         | Cerro Porteño          |
| -   | FW      | Marcial Avalos             |                         |         | Cerro Porteño          |
| -   | MF      | Melanio Baez               |                         |         | Club Nacional          |
| -   | FW      | Angel Berni                |                         |         | Club Sportivo Luqueño  |
| -   | DF      | Antonio Cabrera            |                         |         | Club Libertad Asunción |
| -   | FW      | Lorenzo Calonga            |                         |         | Club Guaraní           |
| -   | FW      | Juan Leon Canete           |                         |         | Club Presidente Hayes  |
| -   | MF      | Castor Sixto Cantero       |                         |         | Olimpia Asunción       |
| -   | MF      | Pablo Centurion            |                         |         | Cerro Porteño          |
| -   | DF      | Casiano Cespedes           |                         |         | Olimpia Asunción       |
| -   | DF      | Manuel Gavilan             |                         |         | Club Libertad Asunción |
| -   | MF      | Armando Gonzalez           |                         |         | Club Guaraní           |
| -   | DF      | Alberto Gonzalez Gonzalito |                         |         | Olimpia Asunción       |
| -   | MF      | Victoriano Leguizamon      |                         |         | Olimpia Asunción       |
| -   | FW      | Atilio Sosa Lopez          |                         |         | Club Nacional          |
| -   | FW      | Cesar Fretes Lopez         |                         |         | Olimpia Asunción       |
| -   | FW      | Hilarion Osorio            |                         |         | Club Sportivo Luqueño  |
| -   | GK      | Elioro Paredes             |                         |         | Club Sportivo Luqueño  |
| -   | FW      | Dario Jara Saguier         |                         |         | Cerro Porteño          |
| -   | FW      | Francisco Sosa             |                         |         | Cerro Porteño          |
| -   | FW      | Leon Gino Unzain           |                         |         | Olimpia Asunción       |
| -   | GK      | Marcelino Vargas           |                         |         | Club Libertad Asunción |

## Skupina D

### Urugvaj
Selektor: Juan Lopez
| Št. | Položaj | Igralec                  | Datum rojstva (starost) | Nastopi | Klub                           |
| --- | ------- | ------------------------ | ----------------------- | ------- | ------------------------------ |
| -   | MF      | Victor Rodriguez Andrade |                         |         | Club Atletico Espagnol         |
| -   | FW      | Julio Cesar Britos       |                         |         | Peñarol                        |
| -   | FW      | Juan Burgueno            |                         |         | Futbol Club Danubio Montevideo |
| -   | DF      | Schubert Gambetta        |                         |         | Club Nacional de Football      |
| -   | FW      | Alcides Ghiggia          |                         |         | Peñarol                        |
| -   | DF      | Juan Carlos Gonzalez     |                         |         | Peñarol                        |
| -   | DF      | Matias Gonzalez          |                         |         | Club Atletico Cerro Montevideo |
| -   | DF      | William Ruben Martinez   |                         |         | Rampla Juniors                 |
| -   | GK      | Roque Máspoli            |                         |         | Peñarol                        |
| -   | FW      | Omar Oscar Míguez        |                         |         | Peñarol                        |
| -   | FW      | Ruben Moran              |                         |         | Club Atletico Cerro Montevideo |
| -   | MF      | Washington Ortuno        |                         |         | Peñarol                        |
| -   | GK      | Anibal Luis Paz          |                         |         | Club Nacional de Football      |
| -   | FW      | Julio Gervasio Perez     |                         |         | Club Nacional de Football      |
| -   | MF      | Rodolfo Pini             |                         |         | Club Nacional de Football      |
| -   | FW      | Carlos Romero            |                         |         | Futbol Club Danubio Montevideo |
| -   | FW      | Juan Alberto Schiaffino  |                         |         | Peñarol                        |
| -   | DF      | Eusebio Ramon Tejera     |                         |         | Club Nacional de Football      |
| -   | FW      | Luis Alberto Torijo      |                         |         | Futbol Club Central Espagnol   |
| -   | MF      | Obdulio Varela           |                         |         | Peñarol                        |
| -   | FW      | Ernesto Vidal            |                         |         | Peñarol                        |
| -   | DF      | Hector Vilches           |                         |         | Club Atletico Cerro Montevideo |

### Bolivija
Selektor: Mario Pretto
| Št. | Položaj | Igralec                    | Datum rojstva (starost) | Nastopi | Klub                   |
| --- | ------- | -------------------------- | ----------------------- | ------- | ---------------------- |
| -   | DF      | Alberto Alcha              |                         |         | The Strongest          |
| -   | FW      | Victor Celestino Algaranaz |                         |         | Litoral                |
| -   | MF      | Alberto Aparicio           |                         |         | Feroviario La Paz      |
| -   | MF      | Duberto Araoz              |                         |         | Litoral                |
| -   | GK      | Vicente Arraya             |                         |         | Feroviario La Paz      |
| -   | MF      | Juan Arricio               |                         |         | Ayacucho La Paz        |
| -   | FW      | Victor Brown               |                         |         | Litoral                |
| -   | DF      | Jose Bustamente            |                         |         | Litoral                |
| -   | MF      | Rene Cabrera               |                         |         | Club Jorge Wilstermann |
| -   | FW      | Roberto Caparelli          |                         |         | The Strongest          |
| -   | MF      | Leonardo Ferrel            |                         |         | The Strongest          |
| -   | FW      | Benedicto Godoy            |                         |         | Feroviario La Paz      |
| -   | DF      | Antonio Greco              |                         |         | Litoral                |
| -   | FW      | Juan Guerra                |                         |         | Feroviario La Paz      |
| -   | FW      | Benigno Gutierrez          |                         |         | Litoral                |
| -   | GK      | Eduardo Gutierrez          |                         |         | CD Ingavi              |
| -   | FW      | Benjamin Maldonado         |                         |         | San Jose de Oruro      |
| -   | FW      | Mario Mena                 |                         |         | Club Bolívar           |
| -   | MF      | Humberto Saavedra          |                         |         | The Strongest          |
| -   | MF      | Eulogio Sandoval           |                         |         | Litoral                |
| -   | FW      | Hector Agustin Ugarte      |                         |         | Club Bolívar           |
| -   | MF      | Antonio Valencia           |                         |         | Club Bolívar           |

- Opomba*: Seznami moštva zajemajo tudi rezerve, zamenjave in predhodno izbrane igralci, ki so lahko sodelovali v kvalifikacijaha, lahko pa potem niso nastopili v finalu.